# Темозоломид
Темозоломид (Temozolomide, известный также под торговыми названиями Темобел, Темодал, Темодекс, Темомид, Темцитал) — цитостатический противоопухолевый химиотерапевтический лекарственный препарат алкилирующего типа действия. Производное тетразина.

## Фармакология
Фармакологическое действие — противоопухолевое, алкилирующее, иммунодепрессивное.
В системном кровотоке при физиологических значениях pH подвергается быстрому химическому превращению в цитотоксичный монометилтриазеноимидазолкарбоксамид (МТИК). Цитотоксическое действие МТИК обусловлено алкилированием гуанина в положении О6 и N7 (дополнительно) с последующим запуском механизма аберрантного восстановления метилового остатка. Нарушает структуру и синтез ДНК, клеточный цикл.
При приеме внутрь быстро и полностью всасывается из ЖКТ. Cmax достигается через 0,5-1,5 ч (самое раннее — через 20 мин), прием пищи понижает Cmax на 33 %, AUC — на 9 %. Слабо связывается с белками крови (10-20 %). Проходит через ГЭБ, проникает в спинномозговую жидкость. Не метаболизируется в печени. Т1/2 из плазмы — 1,8 ч. Клиренс, объём распределения и Т1/2 не зависят от дозы. Плазменный клиренс не зависит от возраста, функции почек, курения. Выводится преимущественно почками, 5-10 % — в неизмененном виде, остальное — в виде 4-амино−5-имидазол-карбоксамида гидрохлорида и неидентифицированных полярных метаболитов.
У детей AUC больше, чем у взрослых. Однако максимальная переносимая доза на один цикл лечения у детей и взрослых одинакова — 1000 мг/м2. На фоне нарушения функции печени легкой или средней степени тяжести фармакокинетические параметры не изменяются.
В доклинических исследованиях на крысах и кроликах, получавших дозу 150 мг/м2, отмечено токсическое и тератогенное действие на плод.

## Применение вещества Темозоломид
Злокачественная глиома (мультиформная глиобластома, анапластическая астроцитома) при наличии рецидива или прогрессирования заболевания после стандартной терапии; распространенная метастазирующая злокачественная меланома (1 линия терапии).

## Противопоказания
Гиперчувствительность, в том числе к дакарбазину, выраженная миелосупрессия, беременность, кормление грудью.

### Ограничения к применению
Возраст до 3 лет при мультиформной глиобластоме и до 18 лет при злокачественной меланоме (эффективность и безопасность применения не определены).

### Применение при беременности и кормлении грудью
Противопоказано при беременности (отсутствует клинический опыт), при необходимости назначения следует предупредить пациентку о возможном риске для плода.
Категория действия на плод по FDA — D.
На время лечения следует прекратить грудное вскармливание (сведения о проникновении в грудное молоко отсутствуют).

## Побочные действия вещества Темозоломид

### Со стороны нервной системы и органов чувств
- повышенная утомляемость (22 %)
- головная боль (14 %)
- сонливость (6 %)
- астения, недомогание, головокружение, парестезия, нарушение вкуса (2-5 %)

### Со стороны сердечно-сосудистой системы и крови (кроветворение, гемостаз)
- тромбоцитопения (19 %) и нейтропения (17 %) 3 или 4 степени у пациентов с глиомой (с госпитализацией и/или отменой терапии в 8 % и 4 % случаев), у пациентов с меланомой — 20 % и 22 %, соответственно (с госпитализацией и/или отменой терапии в 3 % и 1,3 % случаев)
- обратимая миелосупрессия (в течение первых циклов лечения, с максимумом между 21 и 28 днями).

### Со стороны органов ЖКТ
- тошнота (43 %) и рвота (36 %) средней или слабой степени выраженности (не более 5 приступов рвоты в сутки)
- сильная тошнота и рвота (4 %)
- запор (17 %)
- анорексия (11 %)
- диарея (8 %)
- диспепсия (2-5 %)

### Аллергические реакции
- сыпь (6 %)
- зуд (2-5 %)

### Прочие
- лихорадка (6 %)
- болевой синдром, в том числе боль в животе, одышка, озноб, алопеция, уменьшение массы тела (2-5 %)

## Взаимодействие
Одновременный прием средств, угнетающих костный мозг, увеличивает вероятность миелосупрессии. Вальпроевая кислота понижает клиренс темозоломида.

## Передозировка

### Симптомы
Лейкопения, тромбоцитопения (при разовом приеме в дозах 1000 мг/м2 и более).

### Лечение
Поддерживающая терапия.

## Способ применения и дозы
Внутрь, натощак, не менее чем за 1 ч до приема пищи; капсулы проглатывать целиком, запивая стаканом воды. Взрослым и детям старше 3 лет, ранее не подвергавшимся химиотерапии: начальная доза — 200 мг/м2 1 раз в сутки в течение 5 дней подряд в 28-дневном цикле лечения. Для пациентов, ранее проходивших курс химиотерапии, начальная доза — 150 мг/м2 с последующим её повышением во втором цикле до 200 мг/м2 (если в 1-й день следующего цикла число нейтрофилов не ниже 1,5·109/л, а число тромбоцитов — не ниже 100·109/л). Курс продолжается до прогрессирования заболевания (максимально 2 года).

## Меры предосторожности вещества Темозоломид
Применение возможно только под наблюдением врача, имеющего опыт химиотерапии. Лечение начинают, если число нейтрофилов не менее 1,5·109/л, тромбоцитов — не менее 100·109/л. Обязателен клинический анализ крови до начала и во время терапии: на 22-й день, то есть на 21-й день после приема первой дозы (но не позднее 48 ч после этого дня) и далее 1 раз в неделю, пока число нейтрофилов не достигнет 1,5·109/л, а число тромбоцитов — 100·109/л. При числе нейтрофилов менее 1,0·109/л или тромбоцитов менее 50·109/л в ходе любого цикла лечения необходимо уменьшение дозы в следующем цикле (минимальная рекомендованная доза — 100 мг/м2).
Женщинам детородного возраста, а также мужчинам во время лечения и в течение 6 мес после его окончания необходимо использовать эффективные противозачаточные средства. Мужчинам рекомендуется обратиться за консультацией по поводу криоконсервации спермы до начала лечения ввиду возможного риска необратимого бесплодия.
С осторожностью применять у больных старше 70 лет (повышен риск развития нейтро- и тромбоцитопении) и у пациентов с выраженным нарушением функции печени и почек. При попадании порошка из поврежденной капсулы на кожу или слизистые оболочки, его следует немедленно и тщательно смыть водой. Опыт применения при глиоме у детей старше 3 лет ограничен.
С осторожностью применять во время работы водителям транспортных средств и людям, профессия которых связана с повышенной концентрацией внимания.

## Особые указания
Антиэметики принимают до или после приема темозоломида. При наличии сильной рвоты (более 5 приступов в течение 1 сут) необходимо предварительное проведение антиэметической терапии.